# يوشيتو ماتسوشيتا
يوشيتو ماتسوشيتا (باليابانية: 松下 泰士) (29 أكتوبر 1989 في واكاياما في اليابان – )؛ هو لاعب كرة قدم ياباني سابق كان يلعب كحارس مرمى.

## وصلات خارجية
- يوشيتو ماتسوشيتا على موقع رابطة كرة القدم اليابانية للمحترفين (اليابانية)
- يوشيتو ماتسوشيتا على موقع قاعدة بيانات كرة القدم.إي يو (الإنجليزية)
- يوشيتو ماتسوشيتا على موقع Soccerway.com (الإنجليزية)